# Pematang Panjang (Air Putih)
Pematang Panjang is een bestuurslaag in het regentschap Batu Bara van de provincie Noord-Sumatra, Indonesië. Pematang Panjang telt 4347 inwoners (volkstelling 2010).